# Février 1841

## Événements
- 1er février : loi sur les fortifications de Paris. La Chambre vote le projet Adolphe Thiers par 237 voix contre 162.

- 6 février, France : Alphonse de Lamartine est élu président de la Commission de la propriété littéraire. Il projette de fixer celle-ci à cinquante ans.

- 10 février : publication de l’Acte d’union qui instaure les Provinces-Unies du Canada.

- 22 février : Thomas-Robert Bugeaud est nommé gouverneur général de l’Algérie (fin en 1847). Il décide la reprise des hostilités en vue d’une conquête totale de l’Algérie. L’effectif des troupes passe de 63 000 (1840) à près de 110 000 hommes. Par l’intermédiaire du « bureau arabe », Bugeaud recrute des autochtones et pose les premières bases de l’armée d'Afrique. Il encourage l’établissement de colonies. Abd el-Kader de son côté dispose de 8000 fantassins, 2000 cavaliers, 240 artilleurs, auxquels il faut ajouter les irréguliers (environ 50 000 cavaliers et goumiers).

- 25 février : Jacques-François Ancelot est élu à l'Académie française.

- 27 février, France : mise en service aux Abattoirs de Grenelle du puits artésien, profond de plus de 560 mètres, creusé par Louis-Georges Mulot, sous la direction de François Arago.

## Naissances
- 2 février : François-Alphonse Forel (mort en 1912), médecin suisse, créateur de la limnologie.
- 10 février : Eugen Dücker, peintre romanticiste germano-estonien († 6 décembre 1916).
- 12 février : Gijsbert van Tienhoven, homme politique néerlandais.
- 17 février : Alfred Borriglione, homme politique niçois, fondateur du Journal Le Petit Niçois († 29 août 1902).
- 20 février :
  - Hendrich Jordan (mort en 1910), enseignant, linguiste et ethnologue allemand.
  - Nathaniel Southgate Shaler (mort en 1906), paléontologue et géologue américain.
- 24 février : Carl Graebe (mort en 1927), chimiste allemand.
- 25 février : Pierre-Auguste Renoir, peintre et sculpteur français († 3 décembre 1919).
- 28 février : Albert de Mun, homme politique français, théoricien du corporatisme chrétien († 6 octobre 1914).

## Décès
- 17 février : Ferdinando Carulli, compositeur et guitariste italien (° 1770)
- 20 février : Friedrich Wilhelm Adam Sertürner (né en 1783), pharmacien allemand.